# Metallo pesante

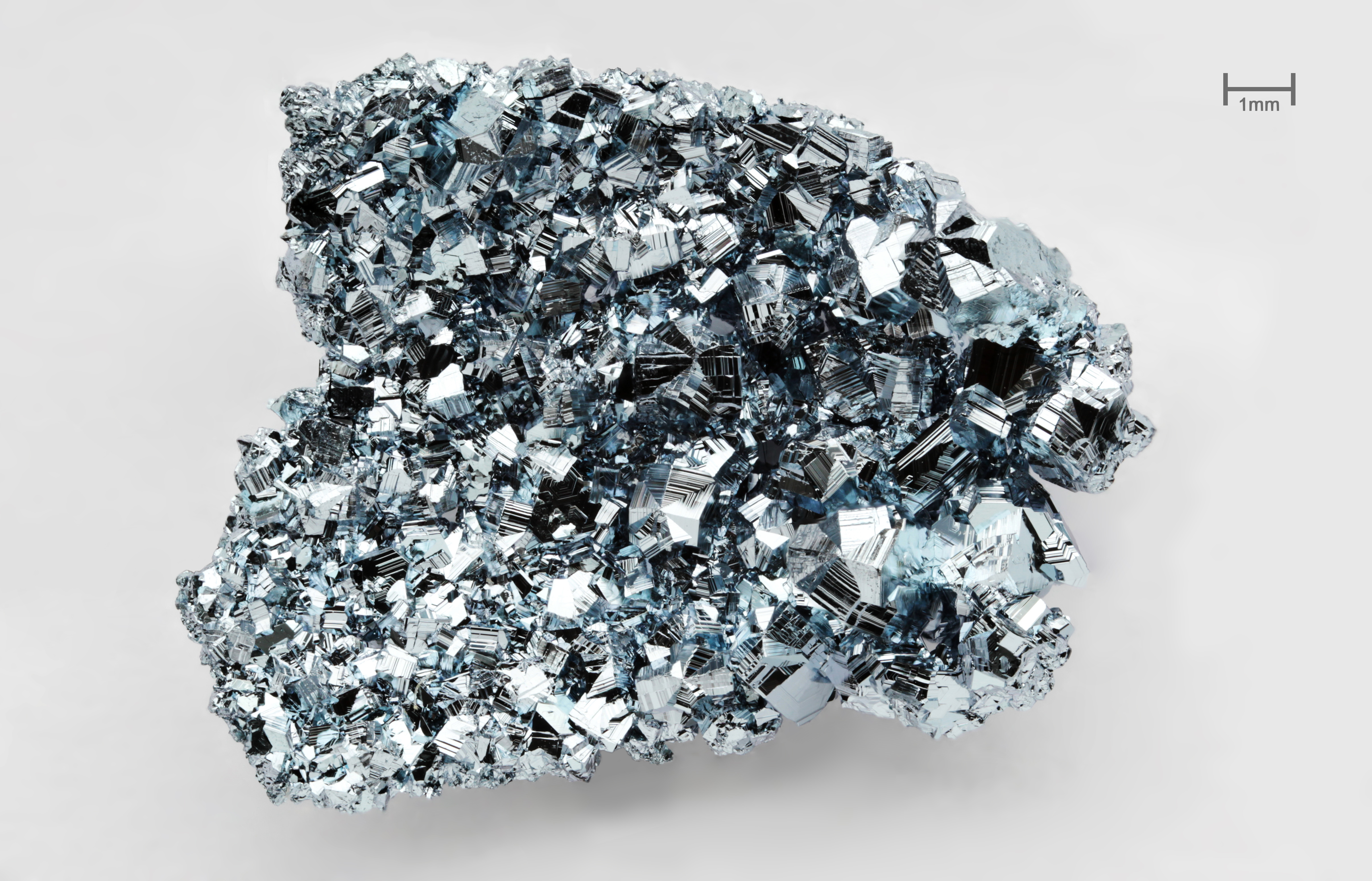
Un cristallo di osmio, un metallo pesante quasi due volte più denso del piombo.

Un metallo pesante è un membro di una categoria non ben definita di elementi chimici metallici, che presentano proprietà come un'alta densità o un alto peso atomico.
Non esiste una definizione universalmente accettata basata sulle proprietà chimico-fisiche. Sono state proposte delle definizioni in base alla densità (un metallo pesante sarebbe un elemento chimico la cui densità sia maggiore di 5 grammi per centimetro cubo) o in base al numero atomico (un elemento il cui numero atomico sia maggiore di 20).
D'altra parte le principali caratteristiche chimiche dei metalli pesanti, ossia il carattere cationico con diversi stati di ossidazione e l'elevata attitudine a formare complessi molecolari nel citoplasma cellulare, fa includere nell'elenco dei metalli pesanti anche elementi, come il selenio e l'arsenico, che non sono metalli, sebbene siano dotati di proprietà fisiche e chimiche simili a quelle dei metalli in senso stretto.
Per questi motivi è stato talora proposto di abbandonare la classificazione in base alla densità o al peso atomico in favore di una nuova classificazione tripartita degli elementi chimici a seconda che esibiscano una prevalente affinità per gli atomi di ossigeno, per quelli di azoto e zolfo, o infine un comportamento intermedio tra le due precedenti categorie.
Secondo diversi studi i porcellini di terra sono bioaccumulatori di metalli pesanti (ad esempio rame, zinco, piombo e cadmio), in grado di ripulire il terreno dagli stessi.

## Metalli in traccia
Un sottogruppo particolarmente importante in biologia e in medicina è costituito dai cosiddetti metalli in traccia (o elementi in traccia), gli elementi chimici presenti nei fluidi biologici degli organismi viventi in concentrazioni inferiori a 1 μg per grammo di peso. In base agli effetti fisiopatologici i metalli in traccia possono essere suddivisi in due gruppi: nel primo gruppo gli elementi essenziali per la vita in quanto implicati in importanti processi metabolici, mentre nel secondo gruppo sono contenuti elementi tossici per gli organismi viventi anche a basse concentrazioni. Nel caso degli esseri umani sono noti quindici elementi in traccia essenziali: arsenico, cobalto, cromo, rame, fluoro, ferro, iodio, manganese, molibdeno, nichel, selenio, silicio, stagno, vanadio e zinco, mentre il secondo gruppo contiene elementi quali cadmio, mercurio, cromo e piombo.

## Fonti di esposizione
I metalli pesanti possono degradare la qualità dell'aria, dell'acqua e del suolo e, successivamente, causare problemi di salute a piante, animali e persone, quando si concentrano a causa delle attività industriali. Le fonti comuni di metalli pesanti in questo contesto includono:
- rifiuti minerari e industriali[17];
- emissioni dei veicoli[18];
- olio dei motori[19];
- combustibili utilizzati da navi e da macchinari pesanti;
- lavori di costruzione e ristrutturazione edilizia[20];
- fertilizzanti[21];

- pesticidi[22];
- vernici[23][24];
- coloranti e pigmenti[25];

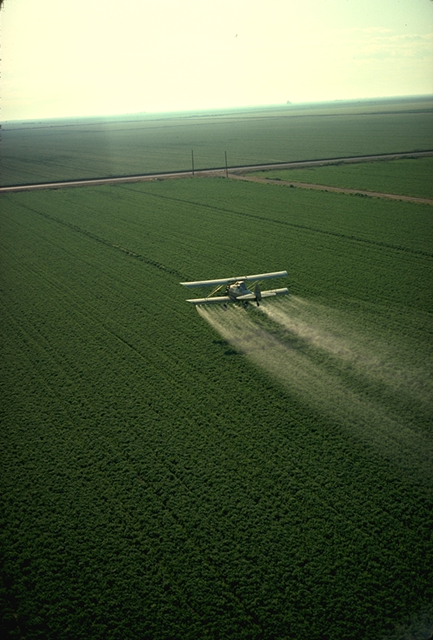
Pesticidi dati ai campi tramite un aereo

- deposito abusivo di rifiuti da costruzione e demolizione[26];
- cassonetti scarrabili aperti;
- saldatura e brasatura[27];
- lavorazione del vetro[28][29];
- opere in calcestruzzo[30];
- lavori stradali[31];
- progetti fai-da-te in metallo;
- carta joss bruciata[32];
- sigarette[33][34][35][36]
- sigarette elettroniche[37][38][39][40]
- combustione all'aperto di rifiuti nelle aree rurali;
- sistema di ventilazione contaminato[41];
- alimenti, se contaminati dall'ambiente o dall'imballaggio[42][43][44][45];
- armamenti[46];
- batterie piombo-acido e agli ioni di litio[47];
- cantieri di riciclaggio dei rifiuti elettronici (e-waste)[48][49];
- legname trattato[50];
- invecchiamento delle infrastrutture di approvvigionamento idrico;
- microplastiche che galleggiano negli oceani[51];
- acqua, se contaminata dall'ambiente o dall'imballaggio[52].

Esempi di contaminazione da metalli pesanti e rischi per la salute includono l'insorgenza della malattia di Minamata in Giappone (1932–1968; cause in corso dal 2016), il disastro della diga di Bento Rodrigues in Brasile, alti livelli di piombo nell'acqua potabile fornita ai residenti di Flint nel Michigan e nel 2015 gli incidenti con conseguenti metalli pesanti nell'acqua potabile di Hong Kong.

### Galleria d'immagini

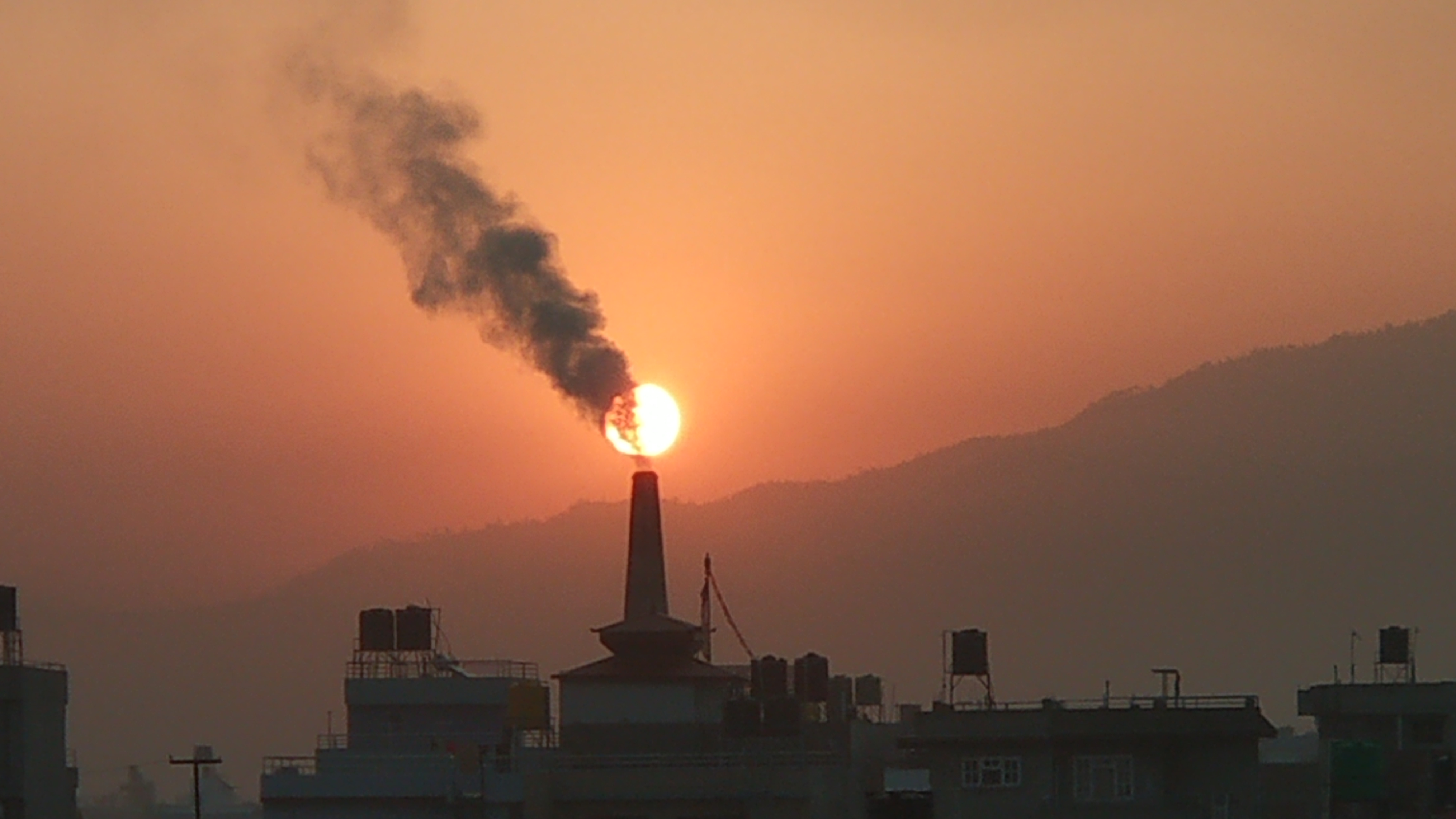
Industria che produce inquinamento atmosferico provocando il rilascio di metalli pesanti
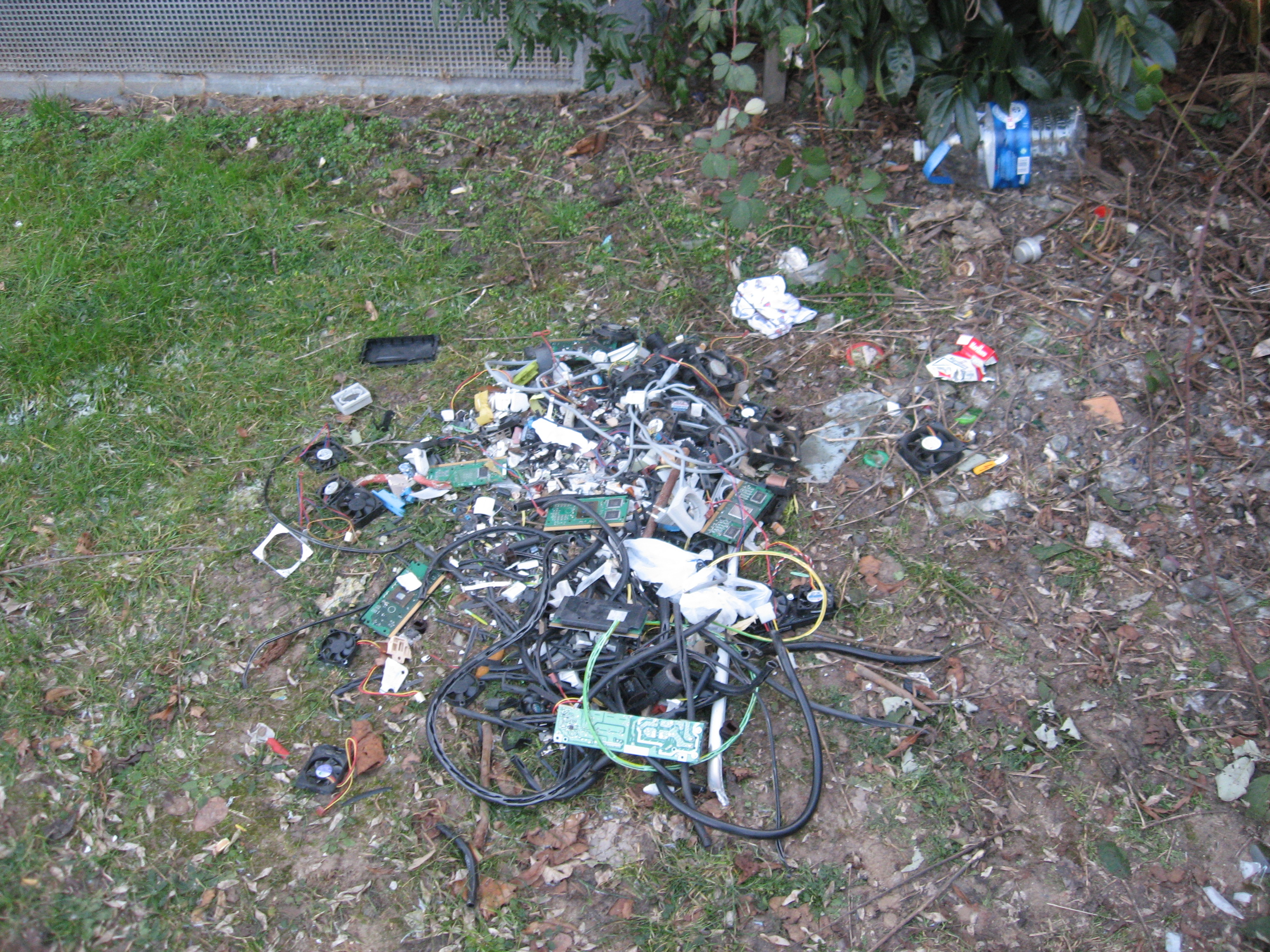
RAEE che contengono metalli pesanti
Alcuni metalli pesanti come rame e zinco vengono rimossi dal terreno risalendo fino alle radici delle piante. Le sostanze inquinanti vengono quindi trasferite negli steli e nelle foglie.
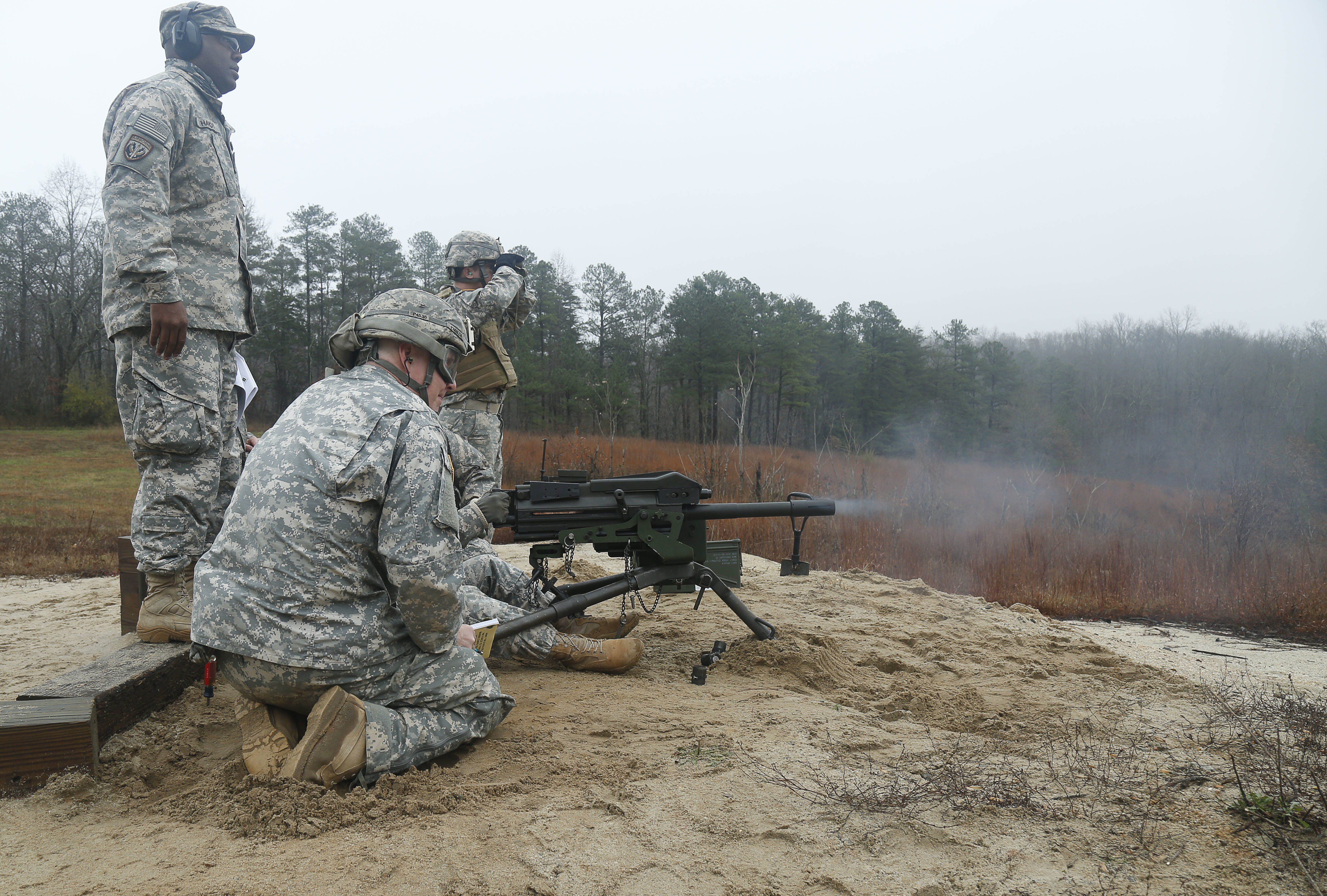
Le armi rilasciano metalli pesanti
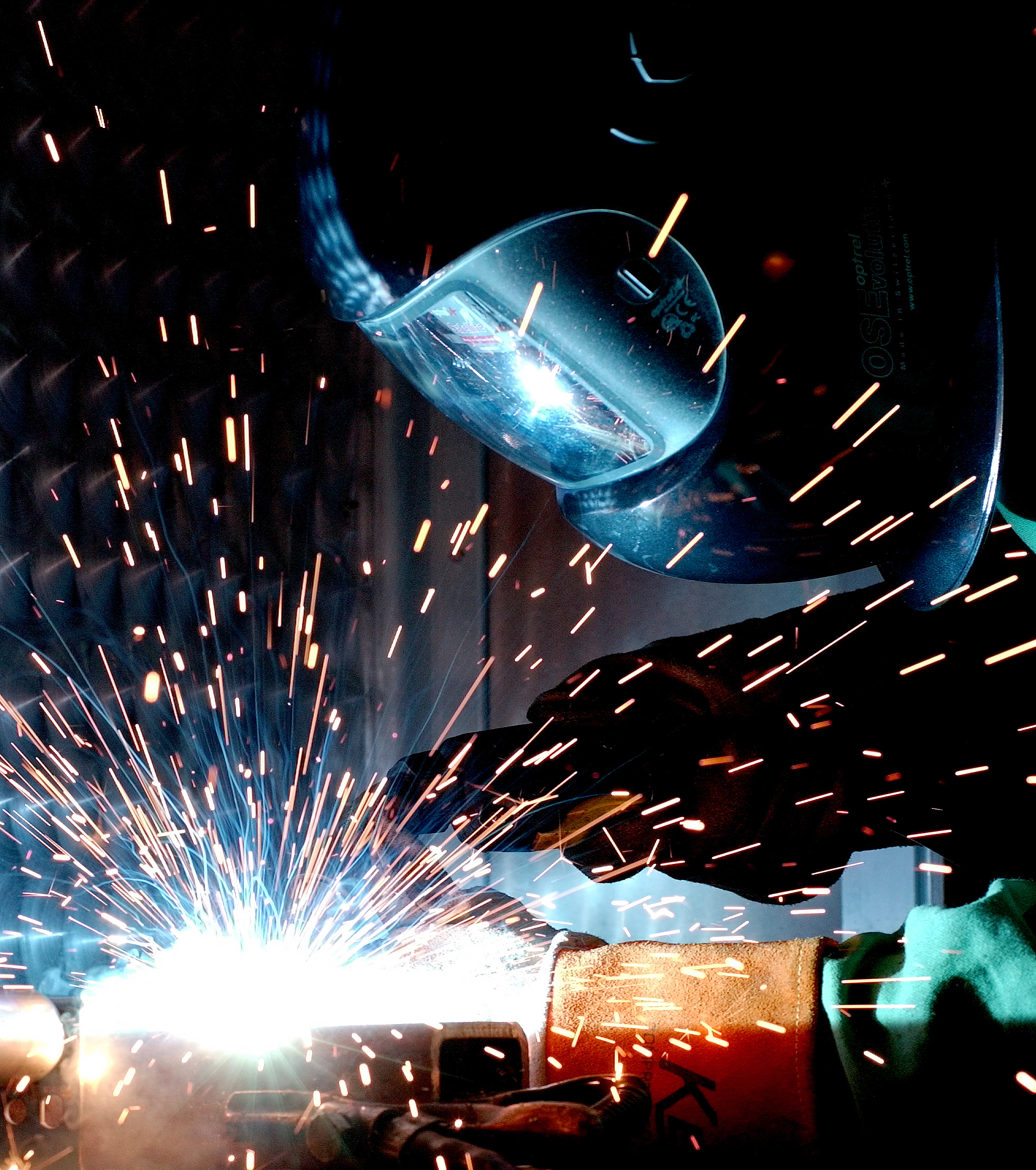
La saldatura rilascia metalli pesanti
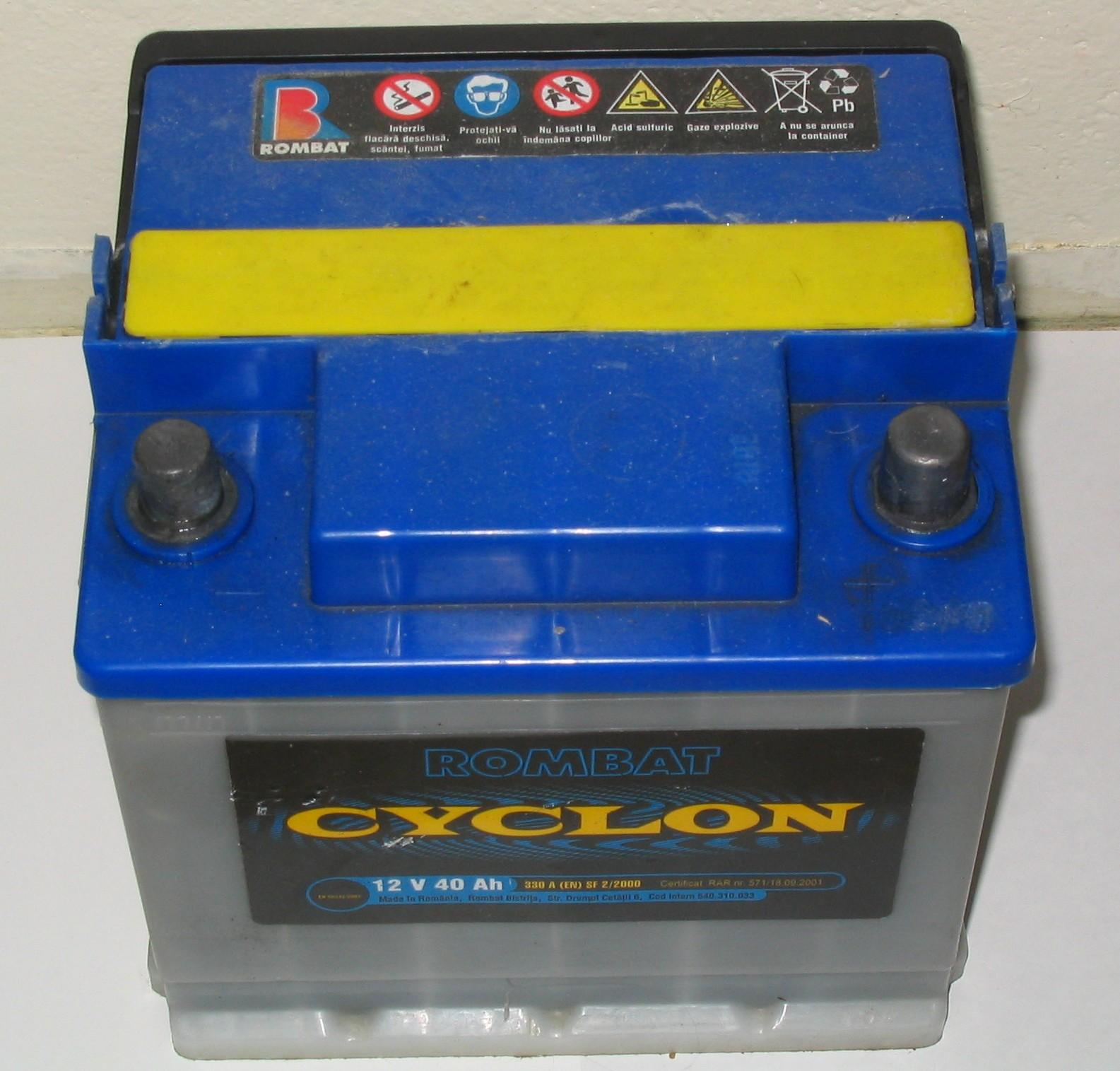
Le batterie piombo-acido contengono metalli pesanti
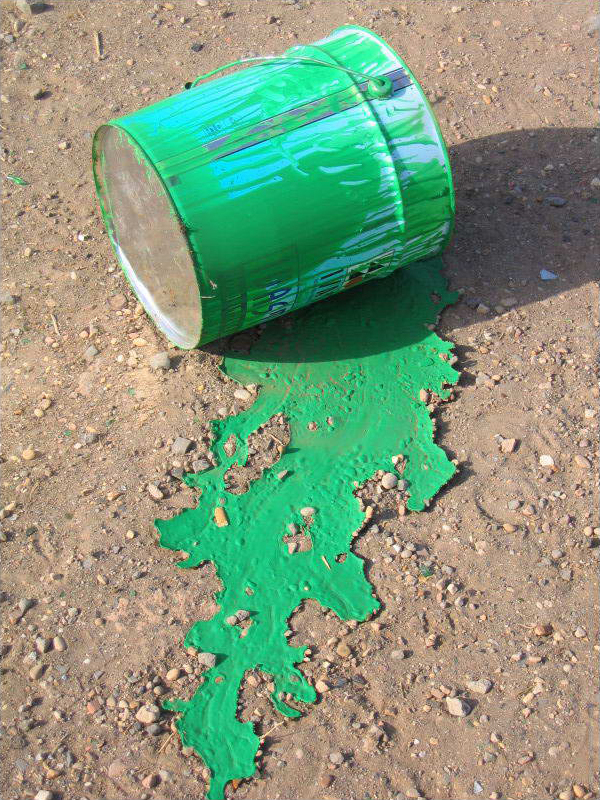
Alcune vernici contengono metalli pesanti
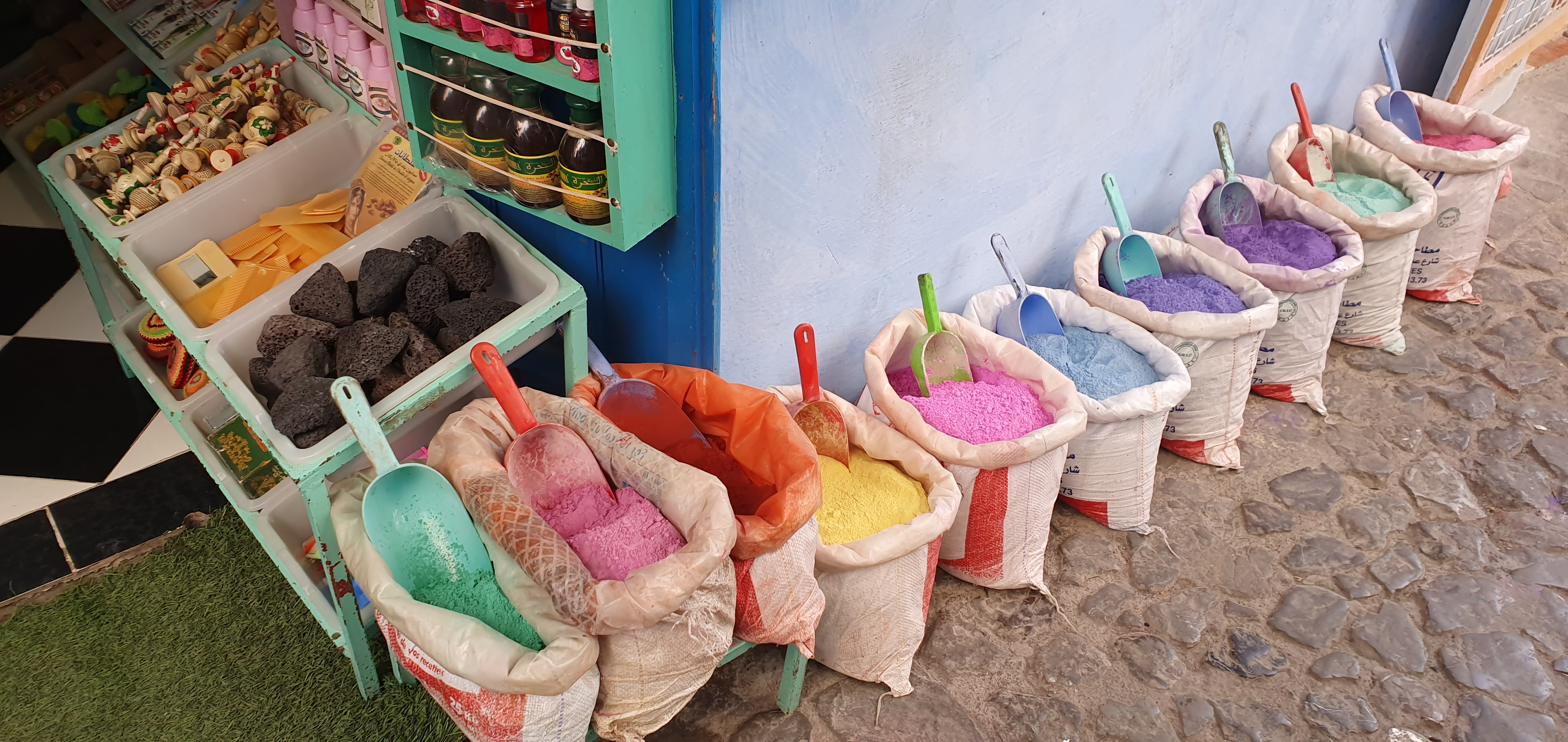
Alcuni pigmenti contengono metalli pesanti

## Sintomi di intossicazione da alcuni metalli pesanti
Di seguito i sintomi da intossicazione da metalli pesanti:
- Afnio: irritazione agli occhi, alla pelle e alle mucose.
- Alluminio: danni al sistema nervoso centrale, demenza, perdita di memoria.

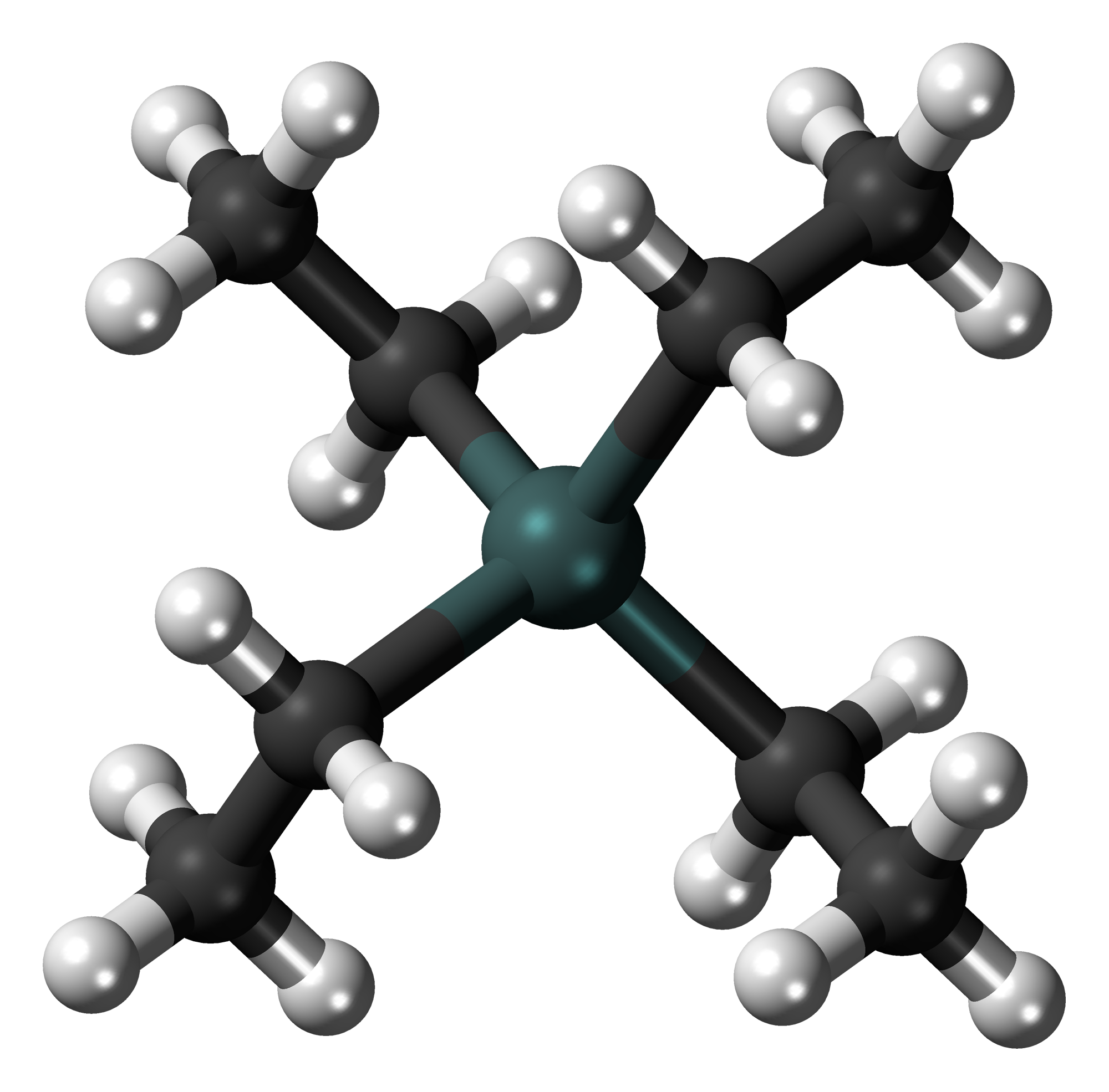
Il piombo tetraetile è uno dei contaminanti di metalli pesanti usati in passato in petrolchimica come additivo nella benzina per aumentarne la resistenza all'auto-accensione.

- Antimonio: danni cardiaci, diarrea, vomito, ulcera allo stomaco.
- Arsenico: cancro linfatico, cancro al fegato, cancro della pelle.
- Bario: ipertensione, paralisi.
- Bismuto: dermatite, stomatite ulcerosa, diarrea.
- Cadmio: malattia itai-itai, diarrea, dolori di stomaco, vomito, fratture ossee, danni immunitari, disordini psicologici, tumore.
- Cromo: danni ai reni e al fegato, problemi respiratori, cancro polmonare.
- Gallio: irritazione alla gola, difficoltà respiratorie, dolori alla cassa toracica.
- Indio: danni al cuore, reni e fegato.
- Iridio: irritazione agli occhi e al tratto digestivo.
- Ittrio: altamente tossico, cancro ai polmoni, embolia polmonare, danni al fegato.
- Lantanio: cancro polmonare, danni al fegato.
- Manganese: turbe alla coagulazione del sangue, intolleranza al glucosio, disordini allo scheletro.
- Mercurio: distruzione del sistema nervoso, danni al cervello, danni al DNA.
- Nichel: embolia polmonare, difficoltà respiratorie, asma e bronchite cronica, reazioni allergiche della pelle.
- Palladio: altamente tossico e cancerogeno, irritante per le mucose.
- Piombo: danni al cervello, disfunzioni alla nascita, danni ai reni, difficoltà di apprendimento, distruzione del sistema nervoso.
- Platino: generalmente innocuo data la sua inerzia chimica, i suoi composti sono tuttavia da considerarsi altamente tossici, generando cancro, danni all'intestino e reni ed alterazioni del DNA
- Rame: irritazioni al naso, bocca ed occhi; cirrosi epatica, danni al cervello e ai reni. Emicranie croniche.
- Rodio: macchie alla pelle, potenzialmente tossico e sospetto cancerogeno.
- Rutenio: altamente tossico e cancerogeno, danni alle ossa.
- Scandio: embolia polmonare, danni al fegato.
- Stagno: irritazione agli occhi e alla pelle, emicrania, dolori di stomaco, difficoltà ad urinare.
- Stronzio: cancro ai polmoni, nei bambini difficoltà di sviluppo delle ossa.
- Tantalio: irritazione agli occhi e alla pelle, lesione del tratto respiratorio superiore.
- Tallio: danni allo stomaco, al sistema nervoso, coma e morte, per chi sopravvive al Tallio rimangono danni al sistema nervoso e paralisi.
- Tungsteno: danni alle mucose e alle membrane, irritazione agli occhi.
- Vanadio: disturbi cardiaci e cardiovascolari, infiammazioni allo stomaco ed intestino.